# All Cats Are Grey
All Cats Are Grey (Tous les chats sont gris) è un film del 2014 scritto e diretto da Savina Dellicour.
Il film prende il suo titolo da una canzone omonima dal gruppo britannico The Cure. La pellicola ha ottenuto nove candidature ai premi Magritte 2016, tra cui miglior film e miglior regia per Savina Dellicour, vincendo il riconoscimento per la migliore opera prima.

## Trama
Paul è un uomo di quarant'anni, si guadagna da vivere con il suo lavoro da detective e conduce una vita solitaria nella periferia di Bruxelles. Per scelta, egli decide di allontanarsi dalla classe agiata brussellese, dove invece è cresciuta sua figlia Dorothy con la sua famiglia adottiva. Dorothy non ha mai incontrato suo padre, il quale si limita a osservare la figlia da lontano senza mai entrare in contatto con lei. Intenzionata a scoprire l'identità del suo vero padre, la ragazza si rivolgerà proprio a Paul per condurre le sue ricerche.

## Riconoscimenti
- 2016 – Premio Magritte[1]
  - Migliore opera prima a Savina Dellicour
  - Migliore attrice non protagonista a Anne Coesens
  - Candidatura come miglior film
  - Candidatura come miglior regia a Savina Dellicour
  - Candidatura come miglior attore a Bouli Lanners
  - Candidatura come migliore promessa femminile a Manon Capelle
  - Candidatura come migliore scenografia a Paul Rouschop
  - Candidatura come migliori costumi a Sabine Zappitelli
  - Candidatura come miglior montaggio a Ewin Ryckaert
- 2015 – Festival del cinema d'Annonay[2]
  - Premio del pubblico
  - Candidatura per il gran premio della giuria
- 2015 – Festival international du film d'amour de Mons[3]
  - Premio BeTV a Savina Dellicour
- 2015 – Santa Barbara International Film Festival[4]
  - Migliore film internazionale